# Conglomerati (DC Comics)
I Conglomerati sono un gruppo di supereroi immaginari della DC Comics. Comparvero per la prima volta in Justice League Quarterly n. 1 (inverno 1990).

## Storia
I Conglomerati sono una squadra di supereroi sponsorizzato da una corporazione, creato da Claire Montgomery come concorrenza alla Justice League International, che è guidata dal suo ex marito Maxwell Lord. I Conglomerati ebbero tre incarnazioni, una guidata da Booster Gold, e che includeva Praxis, Maxi-Man, Echo, Vapor, Reverb e Gypsy. La squadra fu inizialmente ostile nei confronti della JLI (Booster Gold lasciò di recente il gruppo in quanto non aveva rispetto per i suoi compagni), ma i due gruppi gradualmente divennero amici. Infine i membri di questa versione dei Conglomerati si sciolse. Booster Gold si rimise con la squadra durante un attacco a New York da parte di Despero. Claire non voleva che la squadra vi partecipasse, ma loro vi si trovarono invischiati. Gold, che immaginava di avere abbastanza esperienza con tutta quella accumulta negli anni con la League, se ne andò.

## Nuovo Team
Tuttavia, i Conglomerati dovettero competere con la JLI, e Montgomery reclutò subito dei nuovi membri, grazie alla dimensione di poteri espansivi dell'aspirante membro Norman l'Uscere: Deadeye, Fiero, Frostbite, Elasti-Man, Element Man, Scarab, e Slipstream, eroi interdimensionali che si riveleranno in secondo momento come criminali da Qward e successivamente sconfitti dalla Justice League. Sebbene questa squadra Qwardiana non aveva nome, si può presumere che fosse una nuova incarnazione del Sindacato del crimine d'America dato che i personaggi sembravano essere controparti di Blue Beetle, Flash, Fire, Ice, Freccia Verde, Elongated Man, e Metamorpho.

## Status attuale
La versione finale del gruppo fu guidata dall'eroe britannico Templar, e vide il ritorno dei membri Echo e Reverb (ora Hardline), così come altri eroi quali Nuklon e Jesse Quick. Lo status corrente dei Conglomerati è sconosciuto. Tuttavia, Jesse Quick (Liberty Belle II) e Nuklon (Atom Smsher) sono ora membri della Justice Society of America. Sembra che il gruppo si sia sciolto definitivamente.